# Molotovljev koktel
Molotovljev koktel je improvizirano oružje, to je vrsta ručne zapaljive diverzantske bombe kućne izrade. Upotrebljava se u diverzantskim akcijama.

## Nastanak imena
Molotovljev koktel nastao je tijekom Španjolskog građanskog rata (1936. – 1939.) Ipak, današnje ime dobiva u Finskoj tijekom Zimskog rata (1939. – 1940.), koji se vodio između Finaca i Sovjeta. Naziv dolazi od tadašnjeg sovjetskog ministra vanjskih poslova Vjačeslava Molotova, koji je izjavio da Sovjeti na Finsku ne bacaju bombe, već humanitarnu pomoć. Finci su stoga izmislili "koktel" uz Molotovljevu hranu.

## Način funkcioniranja
U načelu ovo oružje je staklena boca punjena benzinom, kerozinom, napalmom (ili bilo kojom drugom zapaljivom tekućinom) te je začepljena krpom. Krpa se zapali i zatim se boca baca na metu. Nakon što meta bude pogođena boca se razbije, tekućina zapali, a plamen zahvati metu. Druga, sofisticiranija varijanta, koristi se tako da se boca omota papirom koji je bio namočen u tekućinu koja izaziva zapaljenje u doticaju s benzinom nakon što se boca razbije. Ova verzija još se naziva i petrol bomba.
Molotovljev koktel koristi se i protiv motornih vozila i protiv pješaštva. Motorna vozila, primjerice tenkove, onesposobljava tako da im zapali spremnik s gorivom ili streljivom. Ipak, kako su tenkovi sve kvalitetniji i otporniji, ovaj scenarij je sve rjeđi. Osim toga, važna je i umješnost onoga koji koktel baca, tj. gađa metu. Ako se koktel koristi protiv pješaštva, može biti koban i zadati jake opekline.

## Uporaba kroz povijest

### Antičko doba
Već u antičkom svijetu u sukobima se koristi oružje koje asocira na Molotovljev koktel. Naime, 672. ili 674. godine po. Kr. bizantska vojska prilikom razbijanja arapske pomorske blokade Konstantinopola koristi tzv. Grčku vatru. Radilo se o zapaljivoj smjesi koja se na razne načine proljevala po protivničkim brodovima s ciljem da ih se kasnije zapali. Jedan od načina napada bio je i taj da se glinene posude pune spomenutom smjesom, tik prije izbacivanja iz katapulta se zapale, tako da nakon što posuda udari u metu i razbije se smjesa odmah počne gorjeti.
Također, Rimska vojska se u svojim pohodima i ratovima diljem ondašnjeg svijeta koristi katapultima koji izbacuju velike posude punjene gorućim uljem.

### Španjolska
Tijekom Španjolskog građanskog rata obje strane, Nacionalisti i Republikanci koriste zapaljive improvizirane petrol bombe. Takve bombe nisu opisane kao pouzdane, međutim, uspijevaju onesposobiti neka motrorna vozila tako što su im zapalile gume na kotačima.

### Mongolija
Tijekom bitaka kod Halkin Gola (ljeto 1939.), na granici Mongolije i kineske pokrajine Mandžurije, događa se žestok sukob SSSR-a i Japana. Japanska vojska suočava se s nedostaktkom protuoklopnih sredstava pa protiv tenkova korsiti zapaljive bombe načinjene od staklenih boca punjenih benzinom. Iako potpuno poraženi, japanski vojnici prema vlastitim tvrdnjama na ovaj način iz stroja izbacuju nekoliko stotina sovjetskih vojnika. Vojska SSSR-a nikada nije potvrdila ovaj podatak.

### Finska
Dana 30. studenog 1939. godine sovjetske tenkovske jedinice ulaze na finsko tlo, što obilježava početak Zimskog rata. Finska se vojska suočava s nedostatkom protuoklopnog naoružanja, tako da počinje koristiti improvizirane bombe konstruirane u tek završenom Španjolskom građanskom ratu. Kako je u to vrijeme sovjetski ministar vanjskih poslova Molotov ne radiju javno izjavio da Sovjeti ne vrše bombardiranje Finske, nego gladnim Fincima bacaju pakete hrane, Finci odgovaraju. Nastaje naziv Molotovljev koktel, a kao odgovor se navodi: „Finci u zahvalu za hranu šalju piće“. Finski proizvođač alkoholnih proizvoda ALKO serijski proizvodi Molotovljeve koketele, koji su začepljene staklene boce i umjesto krpe imaju sa svake strane pričvršćenu po jednu veliku šibicu, što znatno olakšava korištenje i pruža veću sigurnost od samozlijeđivanja. Kao gorivo se koristila mješavina etanola, katrana i benzina, a boce su bile zapremnine 750 ml. Tijekom Zimskog rata ukupno je proizvdeno čak 450.000 komada ovog oružja.

### Drugi svjetski rat
U najvećem svjetskom sukobu Molotovljev koktel koriste sve zaraćene strane. Godine 1940. godine Velika Britanija nalazi se pred prijetnjom invazije. Ministarstvo rata izdaje službene upute za izradu Molotovljevih koktela te kreće masovna proizvodnja. Razlog tomu bio je taj što su potrebni sastojci bili lako dostupni jeftini, a nacistički su tenkovi pokazivali iznenađujuću ranjivost. U proizvodnju se uključuju i tvornice, za godinu dana proizvdeno je više od 6.000.000 komada. Posebno veliku popularnost ovo oružje stječe u pokretima otpora u okupiranim državama. Molotovljeve koktele tako masovno koriste Jugoslavenski partizani, Francuski pokret otpora te Poljski pokret otpora.

### Kasnija uporaba
Molotovljevi kokteli kasnije se koriste širom svijeta. Uporabu nalaze u svim vrstama sukoba, od lokalnih ratova, sukoba manjeg intenziteta, revolucija, prosvjeda pa sve do sukoba navijača na sportskim utakmicama. Tako su, primjerice, korišteni u Mađarskom ustanku 1956., Vijetnamskom ratu, Domovinskom ratu, Kosovskom ratu, ratovima u Afganistanu i Iraku, Rusko-gruzijskom ratu, Građanskom ratu u Libiji; u neredima tijekom Arapskog proljeća; prosvjedima zbog gospodarske krize u Grčkoj; u sukobima huligana grčkih nogometnih klubova PAOK-a i Olympiakosa i sl.